# Брюно Метсю
Брюно́ Метсю́ (фр. Bruno Metsu, фр. вимова: [bʁyno mɛtsy], нар. 28 січня 1954, Кудкерк-Віллаж — пом. 15 жовтня 2013, Кудкерк-Віллаж) — французький футболіст, що грав на позиції півзахисника. По завершенні ігрової кар'єри — футбольний тренер.
Як гравець з 1973 по 1987 рік виступав за низку французьких клубів, після чого в статусі тренера очолював ряд французьких та близькосхідних клубів, а також національні збірні Гвінеї, Сенегалу, ОАЕ та Катару.

## Ігрова кар'єра
Народився 28 січня 1954 року в місті Кудкерк-Віллаж. Вихованець футбольної школи клубу «Азебрук». З 1970 по 1972 рік перебував на стажуванні в бельгійському «Андерлехті», де грав виключно за молодіжну команду.
У дорослому футболі дебютував 1973 року виступами за нижчоліговий «Дюнкерк», де провів один сезон, після чого повернувся в «Азебрук», де провів ще один сезон.
В липні 1975 року підписав контракт з новачком Дивізіону 1 «Валансьєнном», в якому провів наступні чотири сезони, будучи основним гравцем команди.
Своєю грою за останню команду привернув увагу представників тренерського штабу «Лілля», до складу якого приєднався 1979 року. Відіграв за команду з Лілля наступні два сезони своєї ігрової кар'єри. Більшість часу, проведеного у складі «Лілля», був основним гравцем команди.
Влітку 1981 року став гравцем «Ніцци» і в першому ж сезоні команди вилетіла з «етіли», але Метсю продовжив виступати в клубі.
У сезоні 1983/84 виступав за інший клуб з Дивізіону 2 «Рубе».
Завершив професійну ігрову кар'єру у клубі «Бове Уаз», за який виступав протягом 1984–1987 років і 1985 року зміг вийти в Дивізіон 2. Також останні роки своєї ігрової кар'єри Брюно Метсю виступав у ролі граючого тренера.

## Кар'єра тренера
По закінченні футбольної кар'єри, 1987 року Метсю був призначений головним тренером «Бове Уаз», і клуб під його керівництвом досяг найвищого для себе результату — чвертьфіналу Кубка Франції 1988 року. Після цього успіху з «Бове», Брюно Метсю очолив «Лілль».
2000 року очолив збірну Сенегалу, яку привів до її першого чемпіонату світу. На мундіалі, що проходив в Японії та Кореї, сенегальці створили сенсацію, обігравши в стартовому матчі чинних чемпіонів світу — збірну Франції — з рахунком 1:0. У підсумку збірна Сенегалу дійшла до чвертьфіналу, де програла збірній Туреччині.
2002 року Брюно Метсю перебрався в ОАЕ, де очолив місцевий клуб «Аль-Айн», з яким двічі виграв чемпіонат ОАЕ і 2003 року стає переможцем азійської Ліги чемпіонів. Після чого очолював катарську команду «Аль-Гарафа», яку привів до чемпіонства 2005 року, і саудівський клуб  «Аль-Іттіхад».
Після успішної роботи на рівні клубів Метсю 2006 року очолив збірну ОАЕ, разом з якою в січні 2007 вигравав Кубок Перської затоки.
З вересня 2008 року по лютий 2011 року був головним тренером збірної Катару. У березні 2011 року знову очолив катарський клуб «Аль-Гарафа». 2012 року тренував клуб з Дубая «Аль-Васл».
Останнім місцем тренерської роботи був клуб з Дубая «Аль-Васл», команду якого Брюно Метсю очолював як головний тренер 2012 року.

## Смерть
В останні роки Метсю був важко хворий: тричі він боровся з онкологічними захворюваннями. Помер 14 жовтня 2013 року на 60-му році життя у рідному місті Кудкерк-Віллаж.

## Титули і досягнення

### Як тренера

#### Збірні
- Фіналіст Кубка африканських націй: 2002
- Чвертьфіналіст Чемпіонату світу з футболу: 2002

- Переможець Кубка Перської затоки: 2007

#### «Аль-Айн»
- Чемпіон ОАЕ: 2003, 2004
- Переможець Ліги чемпіонів АФК: 2003

#### «Аль-Гарафа»
- Чемпіон Катару: 2005
- Володар Кубка наслідного принца Катару: 2011